# 노스일루서라

노스일루서라

노스일루서라(영어: North Eleuthera)는 바하마의 구로 일루서라섬에 위치한다.